# 北村滋
北村 滋（きたむら しげる、1956年〈昭和31年〉12月27日 - ）は、日本の警察官僚、実業家。
2011年12月から2019年9月まで内閣情報官。2019年9月から2021年7月まで国家安全保障局長と内閣特別顧問を務めた。 
2021年7月の退官後は、北村エコノミックセキュリティ合同会社代表を務めている。

## 来歴

### 生い立ち
東京都出身。開成中学校・高等学校、東京大学法学部を経て、1980年4月、警察庁入庁。入庁同期に、第26代警察庁長官の坂口正芳、第92代警視総監の高橋清孝などがいる。

### 警察官僚として
| 年   | 月 | 事柄                                                                                        |
| ---- | -- | ------------------------------------------------------------------------------------------- |
| 1983 | 6  | フランス国立行政学院（ENA）に留学                                                           |
| 1985 | 6  | 埼玉県警察本部刑事部捜査第二課長                                                            |
| 1989 | 3  | 警視庁本富士警察署長                                                                        |
| 1990 | 4  | 山梨県警察本部警務部長                                                                      |
| 1992 | 2  | 在フランス大使館一等書記官                                                                  |
| 1995 | 3  | 警備局外事課理事官                                                                          |
| 1996 | 4  | 警備局警備企画課理事官                                                                      |
| 1997 | 7  | 官房総務課企画官。中央省庁等改革、警察改革を担当。                                          |
| 2000 | 8  | 交通局交通規制課長。LED信号機の導入をはじめとする交通安全施設整備事業に携わった。           |
| 2002 | 8  | 徳島県警察本部長                                                                            |
| 2004 | 4  | 警備局警備課長                                                                              |
| 2004 | 8  | 警備局外事情報部外事課長。第3回日朝実務者協議など、北朝鮮による日本人拉致問題に取り組んだ。 |
| 2006 | 9  | 内閣総理大臣秘書官（第1次安倍内閣）                                                         |
| 2007 | 9  | 刑事局刑事企画課長。取調べの適正化及び可視化に取り組んだ。                                  |
| 2009 | 4  | 兵庫県警察本部長                                                                            |
| 2010 | 4  | 警備局外事情報部長                                                                          |
| 2011 | 10 | 長官官房総括審議官（階級は警視監）                                                          |

### 内閣情報官として
- 2011年12月に、徳島県警本部長時代の北村を高く評価していた地元選出の仙谷由人元内閣官房長官の強い意向により、民主党政権の野田内閣で内閣情報官に起用された[12]。
- 2012年12月の政権交代により、自民党政権の第2次安倍内閣が成立したが、北村は内閣情報官に引き続き起用された[1]。第3次安倍内閣、第4次安倍内閣でも留任した[1]。安倍政権下では、内閣の情報機能の強化[13]、特定秘密の保護に関する法律の法案策定[14][15]、国家安全保障会議の立ち上げなどに携わった。

### 国家安全保障局長として
- 2019年
  - 9月
    - 国家安全保障局長に就任[16]
    - 内閣特別顧問に就任[17]。

  - 11月：日印安全保障対話に参加。インドのドバル国家安全保障担当補佐官と会談、モディ首相に表敬訪問[18]。
  - 12月：中国の王岐山国家副主席、外交トップの楊潔篪中国共産党政治局員と会談[19]。

- 2020年
  - 1月
    - トランプ大統領と会談。ワシントンでオブライエン米大統領補佐官(国家安全保障担当)、韓国の鄭国家安保室長と北朝鮮や中東情勢について協議[20]。
    - 訪露し、ロシアのプーチン大統領やパトルシェフ安全保障会議書記と会談[21]。

  - 4月：国家安全保障局に、経済に関する課題を専門的に扱う「経済班」を新設。立ち上げを北村が主導した[22]。
  - 5月：米国のオブライエン大統領補佐官と電話で協議。新型コロナウイルスへの対応や北朝鮮情勢について協議[23]。
  - 7月
    - 米国のオブライエン大統領補佐官と電話会談。地上配備型迎撃システム「イージス・アショア」配備計画の断念と今後の対応について説明[24]。
    - 来日したビーガン米国務副長官と会談。朝鮮半島情勢などを巡り協議[25]。

  - 9月：アメリカのポンペオ国務長官、エスパー国防長官、ビーガン国務副長官、オブライエン大統領補佐官(国家安全保障担当)と会談。日米同盟の強化や東シナ海や南シナ海などを巡る問題、経済安全保障分野での協力について話し合った[26]。
  - 11月
    - 来日した韓国情報機関トップの朴智元国家情報院長と会談[27]。
    - 米国のオブライエン大統領補佐官と米軍横田基地で会談。「自由で開かれたインド太平洋」の実現に向けた課題について協議。日米同盟や日米豪印などで協力することも申し合わせた[28]。

- 2021年
  - 1月
    - 米国のサリバン大統領補佐官(国家安全保障担当)と電話会談。日米安全保障条約第5条が沖縄県・尖閣諸島にも適用されることを確認。北村は日米同盟の強化や経済安全保障、新型コロナウイルス対応などについて日米間の協力拡大に期待を示した[29]。

  - 2月：インドのドバル国家安全保障担当補佐官と電話会談。「自由で開かれたインド太平洋」構想をさらに推進することで一致[30]。
  - 3月：ウクライナのダニーロウ国家安全保障・国防会議書記と電話会談。両国の安全保障機関間の協議と協力深化を継続することで合意した[31]。
  - 4月：日米韓3か国の安全保障担当と協議。アメリカからはサリバン大統領補佐官、韓国から徐薫国家安保室長が出席した。北村は「これからやってみないと分からない」と取材に答えている。協議では対北朝鮮政策の見直しが主な議題となり、世界的に半導体不足が深刻化する中、対中国を念頭に供給網について話し合うほか、ミャンマー情勢、気候変動問題などについても意見が交わされた[32]。
  - 7月7日、 股関節の入院治療のため退任[33][34]。

### 退官後
- 2021年9月、北村エコノミックセキュリティ合同会社を設立[35][36]。
- 2021年11月、経済安全保障法制に関する有識者会議の構成員に就任[37]。
- 2022年6月29日、日本テレビホールディングス及び日本テレビ放送網の監査役に就任[38][39]。
- 2025年3月、電通総研経済安全保障研究センター長に就任[40]。
- 2025年6月、読売調査研究機構理事長に就任[41]。

## 人物

### 安倍最側近
北村は安倍晋三首相からの信頼が特に厚いことで知られ、安倍の首席秘書官などを務めた今井尚哉と並ぶ最側近の1人に数えられる。第2次安倍政権下では最も首相と面会した人物として、史上最長政権を情報面で支えたほか、各国情報機関との人脈を通じて外交面でも影響力を強めていった。

### 尾行されて110番
北村が内閣情報官だった2015年7月28日に、3人の男に尾行されていると、自ら110番通報していた件を2019年9月19日号の週刊文春がスクープした。北村は背後に前警察庁長官の米田壮がいると語った。

### 諜報のプロフェッショナル
警察庁警備局外事課理事官、外事課長、外事情報部長と外事畑を歩み、野田内閣で内閣情報官。続く第2次安倍内閣でも内閣情報官を留任し、2019年に国家安全保障局長に就任するまで一貫してその職にあった諜報・インテリジェンスのプロフェッショナルである。国際テロ情報収集ユニットの設立では北村が主導権を握ったとされている。卓越した調整力と冷徹な仕事ぶりから、官邸のアイヒマンという異名で呼ばれたほか、警察庁時代にも頭脳明晰な仕事ぶりから切れ者と呼ばれ、将来の警察庁長官候補と目されていた。

### 日本のCIA長官
長くその任にあった内閣情報官のカウンターパートがアメリカ中央情報局、イスラエル諜報特務庁、ロシア対外情報庁などの長官であり、北村は「日本のCIA長官」と目されている。

### 米ロ大統領との会談
2020年1月、国家安全保障局長として、アメリカのトランプ大統領と会談。その直後、ロシアのプーチン大統領とも会談した。

### 各国から勲章を受章
国家安全保障局長在任中の2021年1月、アメリカ合衆国国防総省から「国家公務員功労勲章」（en:Department of Defense Medal for Distinguished Public Service）を受章
日豪両国の情報協力の推進や安全保障分野における貢献が評価され、日本人として初のオーストラリア情報功労章を受章した。
インド太平洋地域における日本とフランスの協力関係の強化に大きく貢献したとして、フランス政府からレジオン・ドヌール勲章オフィシエが授与された。また、フランス政府からは1995年5月にフランス国家功労勲章オフィシエも受章している。
長年にわたる日台関係の深化に貢献したとして、台湾政府から大綬景星勳章を受章した。

### APB社に関するレポートについての報道
2024年、全樹脂電池を開発するAPB株式会社を巡り、「外国資本による経営支配で国家安全保障に関わる技術が流出するおそれがある」とする報道が相次いだ。この懸念は、北村が代表を務める北村エコノミックセキュリティが作成したとされるレポートによるものとして、国会でも取り上げられた。

## 著作
単著等
- 『情報と国家－憲政史上最長の政権を支えたインテリジェンスの原点』中央公論新社、2021年（令和3年）9月。ISBN 978-4120054624。
- 『経済安全保障　異形の大国、中国を直視せよ』中央公論新社、2022年（令和4年）5月。ISBN 978-4120055393。聞き手・構成大藪剛史（読売新聞記者）
- 『外事警察秘録』文藝春秋、 2023年（令和5年）12月。ISBN 978-4163917887。
- 『国家安全保障とインテリジェンス』中央公論新社、2025年（令和7年）7月。ISBN 978-4120059292。

監修
- 『安倍晋三回顧録』中央公論新社、2023年（令和5年）2月。ISBN 978-4120056345。

編著・共編著
- （新倉、朝比奈ほかと編集）『事典 現代のフランス』「36 治安」大修館書店、平成9年7月。ISBN 4469051756。
- 『警察行政の新たなる展開』（上・下）東京法令、平成13年4月。ISBN 4809010279, ISBN 4809010287。
- 竹内直人・荻野徹 共編著『改革の時代と警察制度改正』立花書房、平成15年7月。 ISBN 4803701261。
- 関根謙一ほかと編集委員『講座 警察法（第1巻-第3巻）』立花書房、平成26年3月。ISBN 9784803700251, ISBN 9784803700268, ISBN 9784803700275。

論文等
- 「（座談会）外国警察の実態と動向」法学セミナー増刊 総合特集シリーズ36『警察の現在』 日本評論社348頁（昭和62年7月）
- 「流通食品への毒物の混入等の防止に関する特別措置法について」警察学論集 40巻12号1頁 （昭和62年12月）
- 「いわゆる犯行再現ビデオについて」警察学論集 41巻12号29頁 （昭和63年12月）
- 「暴力追放運動推進センターについて」（特集・暴力団対策法）警察学論集 45巻1号117頁 （平成4年1月）
- 「写真撮影・ビデオ撮影」国松他編『講座 日本の警察 第2巻 刑事警察』 173頁 （平成5年8月）
- 「フランスの警察」（特集・主要諸外国の警察制度Ⅱ）警察学論集 48巻5号2頁 （平成7年5月）
- 「仏におけるカルト教団問題の概要」警察学論集 46巻7号124頁 （平成7年7月）
- 「フランスの治安指針計画法」警察学論集 50巻12号136頁 （平成9年12月）
- 「行政改革会議最終報告と警察組織（上）（下）」警察学論集 51巻2号120頁、同巻3号116頁 （平成10年2月・3月）
- 「警察政策評価試論ー「国民のための警察」との関わりの中でー」警察学論集 51巻6号82頁 （平成10年6月）
- 「警察法制の今後の課題－テロ対策を契機として」警察政策 1巻1号62頁 （平成11年2月）
- 「中央省庁等改革と警察組織」（特集・中央省庁等改革・地方分権の現段階と警察行政）警察学論集 52巻10号1頁 （平成11年10月）
- 「『不正アクセス行為禁止法』の概要と課題」 日経コンピュータ (no.483) 26頁（平成11年11月）
- 「警察法における『管理』の概念に関する覚書」『警察行政の新たなる展開』（上） 東京法令 92頁 （平成13年4月）
- 「人にやさしい交通を－交通事故における弱者対策の拡充」（特集都市交通を検証する）月間自治フォーラム（503号） （平成13年8月）
- 「交通の規制と交通情報提供事業」警察学論集 55巻7号17頁 （平成14年7月）
- 「最近の『情報機関』をめぐる議論の動向について」『犯罪の多角的検討 渥美東洋先生古希記念』 有斐閣 287頁 （平成18年5月）
- 「新たな取調べの確立に向けて―取調べに関する大きな変革―」（特集・被疑者取調べの新たな在り方について） 警察学論集 61巻5号1頁 （平成20年6月）
- 「内閣総理大臣と警察組織―警察制度改革の諸相」安藤、國松他『警察の進路～21世紀の警察を考える～』東京法令 579頁 （平成20年12月）
- 「外事警察史素描」関根他『講座 警察法』第3巻 立花書房 556頁（平成26年3月）

判例評釈
- 「捜索・差押えの状況の写真撮影」（名古屋地決昭54.3.30）別冊判例タイムズ（no.10）警察実務判例解説（捜索・差押え篇）64頁（昭和63年9月）
- 「犯罪の発生が予測される現場に設置されたテレビカメラによる犯罪状況の撮影録画が適法とされた事例」（東京高判昭57.9.7）捜査研究(no.443)31頁（昭和63年11月）
- 「任意同行と逮捕(1)―同行の態様」（東京高判昭54.8.14）別冊判例タイムズ(no.11)警察実務判例解説（任意同行・逮捕篇）30頁（平成2年4月）
- 「いわゆる犯行再現ビデオ」（東京高判昭62.5.19）別冊判例タイムズ(no.12)警察実務判例解説（取調べ・証拠篇）150頁（平成4年2月）
- 「警察の責務(1)」（最高第三小法廷判昭52.7.10）別冊判例タイムズ（no.26）警察基本判例・実務200・20頁（平成25年9月）